# José María Olazábal Zaldumbide
José María Olazabal Zaldumbide (Bilbao, 1915-Bilbao, 15 de diciembre de 1946) fue abogado y político español

## Biografía
Durante la Segunda República Española fue jefe nacional de la Agrupación Escolar Tradicionalista. En la Guerra civil, luchó en el bando nacional, formando parte de las tropas del requeté.  Primer secretario nacional del Sindicato Nacional del Metal, encuadrado en los sindicatos verticales durante la dictadura franquista. Dentro de la organización sindical desempeñaría otras responsabilidades, como vicesecretario de Ordenación Social, así como gobernador civil y jefe provincial del «Movimiento» de Las Palmas de Gran Canaria. También fue miembro del Consejo Nacional del Movimiento y procurador de las Cortes franquistas.
Era comendador con placa de la Orden de Cisneros y le fue concedida la Medalla de Oro Sindical a título póstumo el 23 de julio de 1972.